# Młynek Nieświński
Młynek Nieświński is een plaats in het Poolse district  Konecki, woiwodschap Święty Krzyż. De plaats maakt deel uit van de gemeente Końskie en telt 370 inwoners.